# Rhabdomastix (Rhabdomastix) schmidiana
Rhabdomastix (Rhabdomastix) schmidiana is een tweevleugelige uit de familie steltmuggen (Limoniidae). De soort komt voor in het Oriëntaals gebied.